# サンドラ・ポスト
サンドラ・ポスト、CM（Sandra Post, CM、1948年6月4日 - ）は、カナダの元女子プロゴルファー。全米女子プロゴルフ協会（LPGA）ツアーでプレーした最初のカナダ人である。ルーキーイヤーであった1968年に当時のメジャー選手権最年少優勝記録であった20歳で、メジャー選手権の一つ全米女子プロゴルフ選手権に勝利した。
16年間プレーしたLPGAツアーで計8回の優勝、1978年と1979年にはそれぞれ2勝を挙げ、カナダ人としては初めての同一シーズン中の複数回優勝であった。次のカナダ人によるシーズン2勝は、2000年にローリー・ケーンが果たした。1988年、カナダゴルフ殿堂とカナダスポーツ殿堂の双方に選出された。2004年、メンバー（CM）としてカナダ勲章を受勲した。

## 生い立ち
オンタリオ州オークビルで生まれ、5歳で父親からゴルフの手ほどきを受けた。早熟の天才として近所のトラファルガー・ゴルフ&カントリークラブでゴルフを学んだ。13歳からオンタリオ州の大会に出場し、オンタリオ州とカナダのジュニア女子選手権でそれぞれ3回優勝するなど優れた成績を収めた。

## プロ転向後
大学へは進学せず1968年の春にプロに転向、19歳でLPGAツアーに参戦した。ルーキーイヤーの1968年、全米女子プロゴルフ選手権に優勝し、女子メジャー選手権を獲得した最年少選手となった。ディフェンディング・チャンピオンであるキャシー・ウィットワースとの18ホールのプレーオフを68対75で制し、これはアメリカ人以外のプレーヤーによる選手権での最初の勝利でもあった。2016年に18歳のブルック・ヘンダーソンが全米女子プロに勝利するまで、48年間に亘りLPGAメジャー選手権で優勝した唯一のカナダ人であった。同年ツアーの好成績により、LPGAルーキー・オブ・ザ・イヤーに選ばれた。
その後は1978年まで、LPGAツアーで勝利を収めることが出来なかった。1974年12月、LPGAツアー外の試合ではあるが、オーストラリアのメルボルンで開催されたコルゲート・ファーイースト・オープンで優勝。
1978年から1981年にかけて全盛期を迎え、LPGAツアー通算8勝のうちの7勝を挙げ、世界的トッププレーヤーの1人となった。1978年と1979年にはコルゲート・ダイナ・ショア・ウィナーズ・サークルで連覇を果たした。1979年、LPGAマネーランキング2位となり、カナダの年間最優秀スポーツ選手としてルー・マーシュ賞を受賞した。プロツアーの16年間で、1975年の全米女子オープンを含め20回に亘り2位の成績を収めた。

## 功績
長引く負傷により、1980年代半ばまでに殆どのLPGAツアーから引退したが、その後も時折競技に参加しした。 1988年、カナダのスポーツ殿堂とゴルフ殿堂に選出された。1999年、オンタリオ州スポーツ殿堂入り。2003年、カナダ勲章のメンバー（CM）として受勲した。20世紀のカナダのアスリートとして女性の8位に選ばれた。
ポストはカナダのネイションズ・カップチームのキャプテンを務め、カナダで放映されるゴルフイベントの解説者を務め、数誌のカナダの雑誌にゴルフの解説記事を書いている。多くの慈善活動に携わっていて、トロント近郊にサンドラ・ポスト・ゴルフスクールを運営している。自身のゴルフアパレル会社を持っており、ジャズ・ゴルフ・カンパニーのために女性用ゴルフクラブのシリーズを設計した。

## プロ戦績

### LPGAツアー (8勝)
| 凡例                     |
| LPGAメジャー選手権 (1勝) |
| その他のLPGAツアー (7勝) |

| No. | 日付          | トーナメント                                         | スコア                | ストローク差 | 2位の選手                                   |
| --- | ------------- | ---------------------------------------------------- | --------------------- | ------------ | ------------------------------------------- |
| 1   | 1968年6月23日 | 全米女子プロゴルフ選手権                             | +2 (72-75-74-73=294)  | プレーオフ   | キャシー・ウィットワース                    |
| 2   | 1978年4月2日  | コルゲート・ダイナ・ショア・ウィナーズ・サークル     | –5 (65-74-72-72=283)  | プレーオフ   | ペニー・プルツ                              |
| 3   | 1978年8月20日 | レディー・ストローズ・オープン                       | –2 (69-71-71-75=286)  | プレーオフ   | パット・メイヤーズ キャシー・ウィットワース |
| 4   | 1979年4月8日  | コルゲート・ダイナ・ショア・ウィナーズ・サークル (2) | –12 (68-70-68-70=276) | 1打差        | ナンシー・ロペス                            |
| 5   | 1979年5月13日 | レディー・ミケロブ                                   | –9 (72-69-69=210)     | 2打差        | パット・ブラッドリー                        |
| 6   | 1979年9月23日 | ERAリアル・エステート・クラシック                    | –8 (71-73-70-70=284)  | 2打差        | ドナ・カポニ                                |
| 7   | 1980年8月3日  | ウェストバージニアLPGAクラシック                     | –5 (69-69-73=211)     | プレーオフ   | ドナ・カポニ                                |
| 8   | 1981年6月7日  | マクドナルド・キッズ・クラシック                     | –6 (69-69-73-71=282)  | 2打差        | エイミー・オルコット                        |

注: コルゲート・ダイナ・ショア・ウィナーズ・サークル（後のANAインスピレーション）は当時はメジャー選手権では無かった。
LPGAツアー プレーオフの記録 (4勝2敗)
| No. | 年     | トーナメント                                     | 対戦相手                                                 | 結果                                                                              |
| --- | ------ | ------------------------------------------------ | -------------------------------------------------------- | --------------------------------------------------------------------------------- |
| 1   | 1968年 | 全米女子プロゴルフ選手権                         | キャシー・ウィットワース                                 | 18ホールプレーオフに勝利 (68対75ストローク)                                       |
| 2   | 1976年 | ガール・トーク・クラシック                       | パット・ブラッドリー ボニー・ラウアー ジュディ・ランキン | ブラッドリーが2ホール目パーで勝利 ラウアーとポストは1ホール目バーディーにより脱落 |
| 3   | 1978年 | コルゲート・ダイナ・ショア・ウィナーズ・サークル | ペニー・プルツ                                           | 2ホール目パーで勝利                                                               |
| 4   | 1978年 | レディー・ストローズ・オープン                   | パット・メイヤーズ キャシー・ウィットワース              | 2ホール目バーディーで勝利                                                         |
| 5   | 1979年 | エリザベス・アーデン・クラシック                 | エイミー・オルコット                                     | 3ホール目イーグルにより敗退                                                       |
| 6   | 1980年 | ウェストバージニアLPGAクラシック                 | ドナ・カポニ                                             | 3ホール目バーディーで勝利                                                         |

### JLPGAツアー勝利 (1勝)
- 1976年 サンスターレディス対抗[11]

### その他の勝利 (1勝)
- 1974年 コルゲート・ファーイースト・オープン（英語版） (オーストラリア、メルボルン)[7]

## メジャー選手権

### 勝利 (1勝)
| 年     | 選手権                   | スコア               | ストローク差 | 2位の選手                |
| ------ | ------------------------ | -------------------- | ------------ | ------------------------ |
| 1968年 | 全米女子プロゴルフ選手権 | +2 (72-75-74-73=294) | プレーオフ   | キャシー・ウィットワース |